# 旅するイタリア語
『旅するイタリア語』（たびするイタリアご、Viaggiamo insieme!）は、NHK教育テレビジョンで放送されていたイタリア語の語学番組。
本稿では、新型コロナウイルス感染症の流行の影響に鑑み、本番組相当枠にて2020年10月から2023年9月まで放送されていた『旅するためのイタリア語』（たびするためのイタリアご、Studiamo insieme!）についても記載する。

## 概要
本番組は旅をテーマとする。テキストは毎月18日に発売される。
2020年10月からの新作『旅するためのイタリア語』では実際に旅する事は出来ず、過去の旅人の映像をそのまま利用したり、ローマ在住の番組コーディネーターによる現地リポート映像を流したりしている。旅するイタリア語の旅人は開始以来ずっと男性だったが、新作『旅するためのイタリア語』ではシリーズ開始以降初めて生徒に女性を起用した。
2022年度以降は新作の制作がなく、過去のシリーズのリピート放送のみとなった。

## 放送時間
本放送月曜日　午後11:30～11:55
再放送火曜日　午後2:00～2:25、翌週月曜日　午前6:00～6:25

## 出演者
第1シリーズ（本放送：2016年10月 - 2017年3月、リピート：2017年4月 - 9月）
東儀秀樹（旅人）
エヴァ・カンベッダ（旅のパートナー）
石井沙和（監修）
鈴木マリア・アルフォンサ（モナリザさんの声）
マッテオ・インゼオ（ダヴィデくんの声）
ヤマザキマリ（ヤマザキマリの独断美術館）
野村雅夫（野村雅夫のCinebar）
ロザンナ（ロザンナ・万梨音 わが家のレシピ）
万梨音（ロザンナ・万梨音 わが家のレシピ）
第2シリーズ（本放送：2017年10月 - 2018年3月、リピート：2018年4月 - 9月）
古澤巌（旅人）
マッテオ・インゼオ（旅のパートナー、ダヴィデくんの声兼務）
京藤好男（監修・講師）
鈴木マリア・アルフォンサ（モナリザさんの声）
一龍斎貞弥（ナレーション）
野村雅夫（野村雅夫のCinebar、Disco Italia）
ダニエラ・レプレ（Disco Italia）
ヤマザキマリ（ヤマザキマリの「プリニウスの伝言」）
第3シリーズ（本放送：2018年10月 - 2019年3月、リピート：2019年4月 - 9月）
田辺誠一（旅人）
マッテオ・インゼオ（旅のパートナー、ダヴィデくんの声兼務）
鈴木マリア・アルフォンサ（モナリザさんの声）
京藤好男（イタリア語監修）
一龍斎貞弥（ナレーション）
第4シリーズ（本放送：2019年10月 - 2020年3月、リピート：2020年4月 - 9月）
小関裕太（旅人）
マッティーア・パーチ（旅のパートナー）
マッテオ・インゼオ（ダヴィデくんの声）
鈴木マリア・アルフォンサ（モナリザさんの声）
一龍斎貞弥（ナレーション）
旅するためのイタリア語（本放送：2020年10月 - 2021年3月（第1シリーズ）、2021年10月 - 2022年3月（第2シリーズ）、2022年4月 - 9月（第1シリーズ再編集版）、リピート：2021年4月 - 9月（第1シリーズ）、2022年10月 - 2023年3月（第2シリーズ）、2023年4月 - 9月（第1シリーズ再編集版））
渡辺早織（生徒）
マッテオ・インゼオ（パートナー、ダヴィデくんの声兼務）
原田亜希子（監修・講師）
鈴木マリア・アルフォンサ（モナリザさんの声）
一龍斎貞弥（ナレーション）
※この他、過去の4シリーズの旅の映像やローマ在住の番組コーディネーターによる現地リポート映像が随時使用される。